# Jesse Schuurman
Jesse Schuurman (Bemmel, 11 maart 1998) is een Nederlands voetballer die doorgaans als middenvelder speelt. Hij verruilde Vitesse in juli 2019 voor De Graafschap. Hij is een broer van doelman Job Schuurman. Inmiddels speelt Schuurman bij Derdedivisionist IJsselmeervogels.

## Carrière
Schuurman speelde in de jeugd van Sportclub Bemmel en Vitesse. Hij debuteerde in 2016 in Jong Vitesse. Hij maakte op 14 april 2018 zijn debuut in de hoofdmacht, in een met 7-0 gewonnen wedstrijd thuis tegen Sparta Rotterdam. Schuurman kwam in de 88e minuut in het veld voor Mason Mount. In het seizoen 2017/18 werd hij met Jong Vitesse kampioen in de Derde divisie. Nadat hij vier seizoenen uitkwam voor BV De Graafschap vervolgde hij zijn carrière bij Derdedivisionist IJsselmeervogels.

## Clubstatistieken

### Beloften
| Seizoen                    | Club            | Competitie      | Wedstrijden | Doelpunten |
| -------------------------- | --------------- | --------------- | ----------- | ---------- |
| 2016/17                    | Jong Vitesse    | Tweede divisie  | 8           | 0          |
| 2017/18                    | Jong Vitesse    | Derde divisie   | 23          | 6          |
| 2018/19                    | Jong Vitesse    | Tweede divisie  | 33          | 8          |
| Totaal beloften            | Totaal beloften | Totaal beloften | 64          | 14         |
| Bijgewerkt op 21 juni 2019 |                 |                 |             |            |

### Senioren
| Seizoen         | Club            | Competitie      | Competitie | Competitie | Beker | Beker | Internationaal | Internationaal | Overig | Overig | Totaal | Totaal |
| Seizoen         | Club            | Competitie      | Wed.       | Dlp.       | Wed.  | Dlp.  | Wed.           | Dlp.           | Wed.   | Dlp.   | Wed.   | Dlp.   |
| --------------- | --------------- | --------------- | ---------- | ---------- | ----- | ----- | -------------- | -------------- | ------ | ------ | ------ | ------ |
| 2017/18         | Vitesse         | Eredivisie      | 1          | 0          | 0     | 0     | 0              | 0              | 0      | 0      | 1      | 0      |
| 2018/19         | Vitesse         | Eredivisie      | 0          | 0          | 0     | 0     | 0              | 0              |        |        | 0      | 0      |
| 2019/20         | De Graafschap   | Eerste divisie  | 8          | 0          | 1     | 0     | 0              | 0              | 0      | 0      | 9      | 0      |
| 2020/21         | De Graafschap   | Eerste divisie  | 36         | 2          | 2     | 0     | 0              | 0              | 1      | 0      | 39     | 2      |
| Carrière totaal | Carrière totaal | Carrière totaal | 45         | 2          | 3     | 0     | 0              | 0              | 1      | 0      | 49     | 2      |

## Erelijst

#### MetJong Vitesse
| Competitie    | Aantal | Jaren |
| ------------- | ------ | ----- |
| Derde divisie | 1x     | 2018  |